# Piu percussor

El piu percussor és una peça del mecanisme utilitzat en una arma de foc o dispositiu explosiu (per exemple, una mina o una bomba) per fer explotar un cartutx o bé una espoleta.
En les armes de foc, el piu percussor té un paper fonamental a l'hora d'impulsar el projectil. En prémer el disparador, el piu percussor és impulsat cap endavant colpejant bruscament la càpsula fulminant, comunicant el foc a la càrrega explosiva o produint els gasos necessaris per accelerar el projectil.

## Tipus

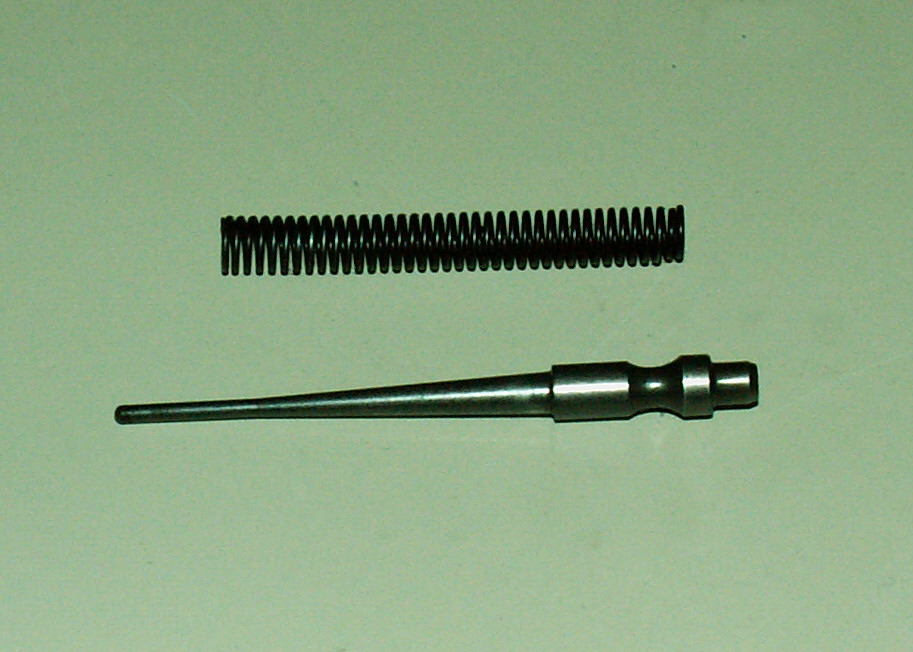
Piu percussor d'una M1911

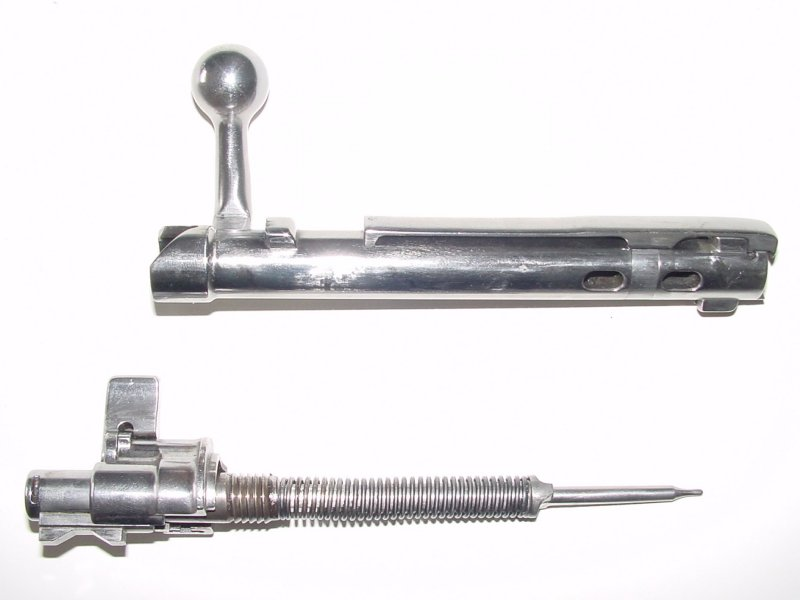
Percussor d'un Mauser M 98

N'hi ha de dos tipus: el de percussió directa en que el martell colpeja directament sobre la càpsula fulminant, i el de percussió indirecta, en que el martell colpeja sobre una agulla percussora impactant aquesta última sobre la càpsula del cartutx.

## Manteniment
El percussor és un dels elements clau en les armes de foc i és responsable directe d'alguns dels accidents més comuns en el seu maneig. Malgrat que sol quedar bloquejat pel segur, quan aquest falla o es trenca, el martell percussor pot alliberar-se per acció d'algun cop o moviment brusc produint amb això la detonació involuntària de l'arma. Així mateix, un manteniment inadequat pot provocar que el martell no s'alliberi en pressionar el disparador i que l'arma, en conseqüència, no es dispari quan es necessita.